# Gozzoburg
Gozzoburg je známý jako jeden z městských hradů pozdního středověku v městě Kremži (Krems an der Donau) v okrese Kremže (Krems) v rakouské spolkové zemi Dolní Rakousy.

## Popis

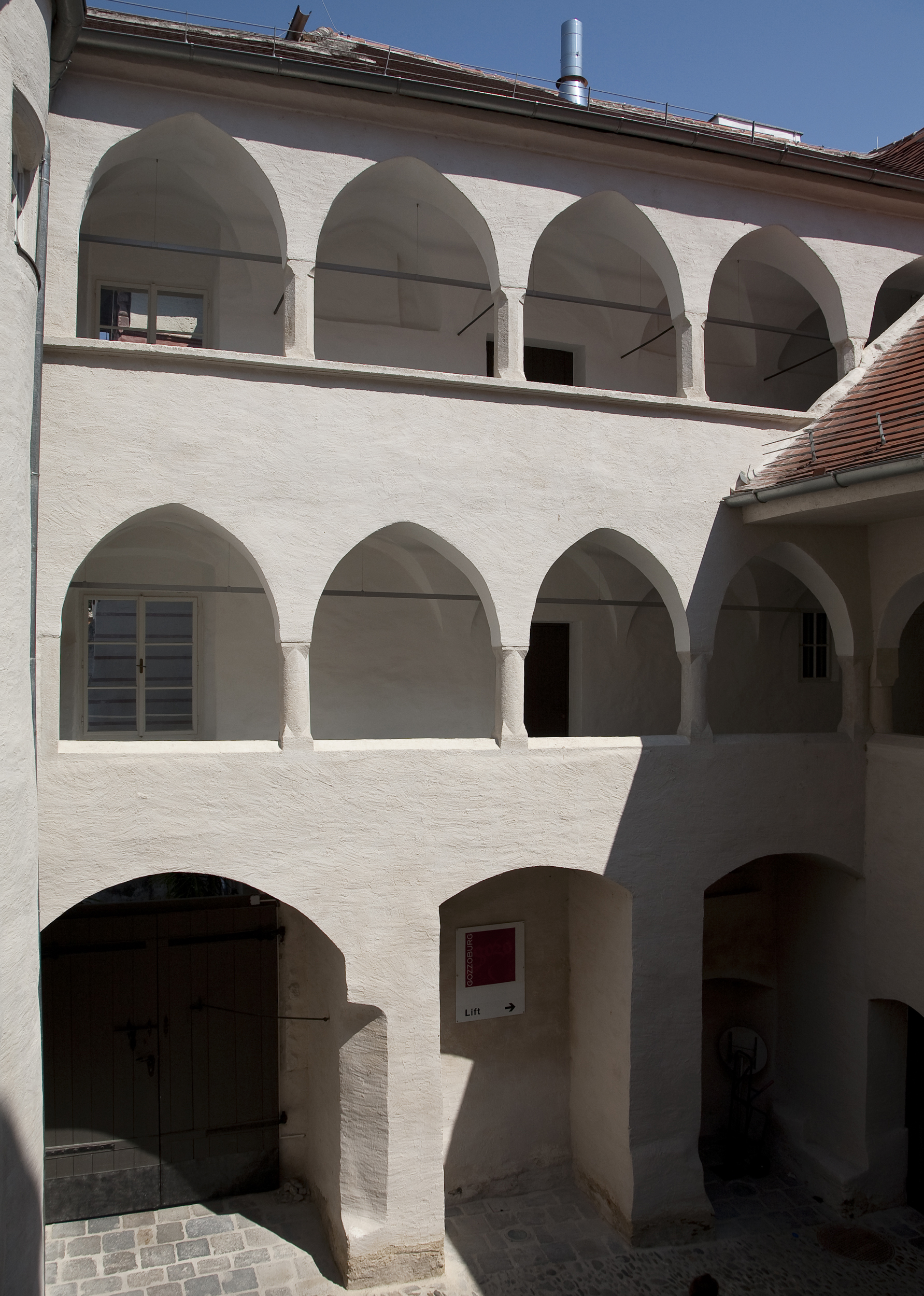
Gozzoburg

Městský hrad je jednou z nejvýznamnějších staveb rané gotiky v Dolních Rakousích. Stavba sestává z východního a západního křídla, které jsou vzájemně propojeny.

## Historie
Pozdně románská stavba půdorysného tvaru písmene L byla postavena v období po roce 1235. Tvoří s hlavní budovou Gozzoburgu ústřední objekt s hlavním vstupem se třemi obloukovými okny. První písemná zmínka pochází z roku 1258. Z roku 1267 je zaznamenáno vysvěcení nově postavené kaple svaté Kateřiny. V roce 1320 byl hrad v držení Habsburků.
Po převzetí tohoto domu městským soudcem Gozzem v pozdních čtyřicátých letech 13. století, byla hlavní budova postavena ve třech etapách v působivý palácový komplex. V 15. století byl hrad častokrát zastaven. V roce 1477 během obléhání města vojsky uherského krále Matyáše Korvína byl hrad poškozen. V letech 1484 až 1487 byl pak opraven.
V 19. století byla zbourána hradní věž. V období 1958 až 1964 se prováděla rozsáhlá renovace stavby. Generální obnova a rozsáhlá revitalizace hradu byla dokončena až v létě 2007. Od 21. září téhož roku byl palác měšťana Gozza poprvé zpřístupněn pro veřejnost. Revitalizace byla patrně nejzdařilejší při odkrývání nejstarších světských fresek ve střední Evropě. Od roku 2007 pokračuje výzkum a revitalizace hradního nádvoří a kaple svaté Kateřiny i malé kapličky.
Revitalizace Gozzoburku v roce 2009 byla uváděna jako vzorový příklad zachování kulturního dědictví a odměněna významnou cenou.
V Gozzoburgu také sídlí konzervátorské dílny Zemského památkového úřadu.